# Chilo partellus
Espèce
Chilo partellus (le Foreur ponctué de graminées) est une espèce de lépidoptères (papillons) de la famille des Crambidae.
Cet insecte phytophage s'alimente sur diverses espèces de Poaceae sauvages et cultivées. Il est considéré comme un ravageur des céréales, en particulier du maïs.

## Distribution
L'aire de répartition de Chilo partellus comprend d'une part l'Asie méridionale (notamment Sud-Est asiatique et sous-continent indien) et d'autre part  l'Afrique orientale et australe, y compris Madagascar.
L'espèce a probablement été introduite en Afrique depuis l'Inde avant 1930.

## Taxonomie

### Synonymes
- Chilo zonellus Swinhoe, 1884
- Argyria lutulentalis Tams, 1932

### Liste des sous-espèces
Selon Catalogue of Life (14 août 2013) :
- sous-espèce Chilo partellus acutus Bhattacherjee, 1971
- sous-espèce Chilo partellus kapaurensis Bhattacherjee, 1971